# Schechen

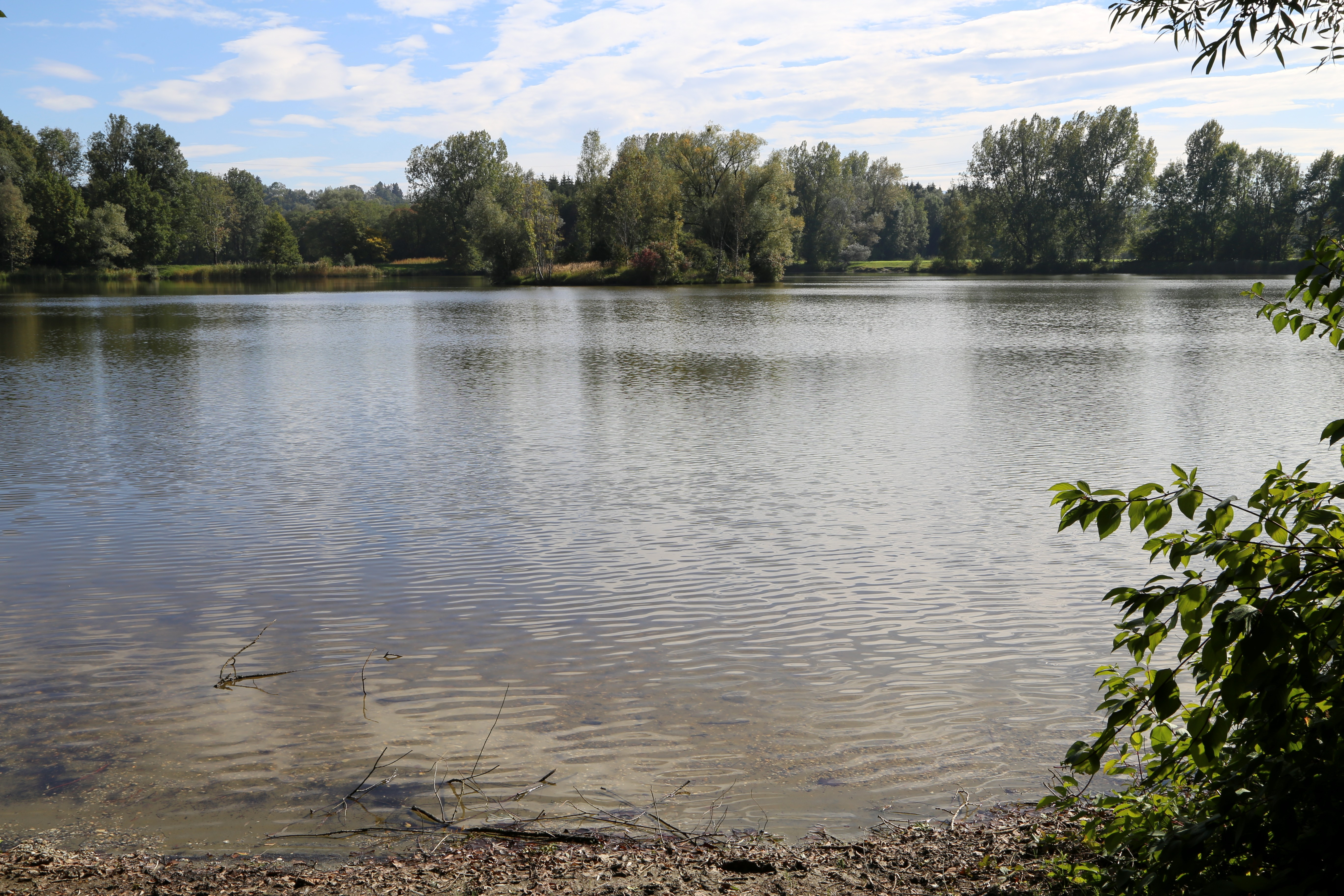
Erlensee

Schechen ist eine Gemeinde im oberbayerischen Landkreis Rosenheim. Ihr gehören seit der Gebietsreform 1978 die ehemaligen Gemeinden Hochstätt und Marienberg sowie der nördliche Teil der ehemaligen Gemeinde Westerndorf St. Peter (Pfaffenhofen am Inn und einige kleinere Orte) an.

## Geographie

### Gemeindegliederung
Es gibt 36 Gemeindeteile (in Klammern ist der Siedlungstyp angegeben):
- Au (Weiler)
- Berg (Einöde)
- Brand (Einöde)
- Deutelhausen (Dorf)
- Eichwald (Einöde)
- Friesing (Weiler)
- Geharting (Einöde)
- Germering (Weiler)
- Gigling (Einöde)
- Haidach (Weiler)
- Hart (Dorf)
- Heiming (Einöden)
- Hinterreut (Einöden)
- Hochstätt (Pfarrdorf)
- Kaps (Dorf)
- Kobel (Einöden)
- Kronstaude (Weiler)
- Lochberg (Einöden)
- Lohen (Dorf)
- Marienberg (Dorf)
- Mauth (Einöde)
- Mintsberg (Dorf)
- Moos (Einöden)
- Mühlstätt (Dorf)
- Oberwöhrn (Einöden)
- Pfaffenhofen am Inn (Pfarrdorf)
- Pürstling (Weiler)
- Ranft (Einöden)
- Rottmühle (Weiler)
- Schechen (Kirchdorf)
- Stadl (Weiler)
- Weiher (Einöde)
- Wieden (Weiler)
- Wurzach (Einöde)
- Ziegelreuth (Weiler)
- Zoß (Weiler)

Die größten Ortsteile sind: Schechen (1540 Einwohner), Pfaffenhofen a. Inn (1231 Einwohner), Hochstätt (743 Einwohner) und Mühlstätt (569 Einwohner). 

### Natur
Folgende Schutzgebiete berühren das Gemeindegebiet:
- Landschaftsschutzgebiet Schutz des Inntales (LSG-00535.01)
- Fauna-Flora-Habitat-Gebiet Innauen und Leitenwälder (7939-301)
- Fauna-Flora-Habitat-Gebiet Rotter Forst und Rott (8038-371)

## Geschichte

### Bis zur Gemeindegründung
Schechen wurde erstmals 1311 als Schehen in einem Kaufvertrag zwischen dem Augustiner-Chorherren-Stift Reichersberg und dem Benediktiner-Kloster Ebersberg erwähnt. Schechen gehörte zum Rentamt München. In Schechen gab es eine offene Hofmark, die das Geschlecht der Tannel durch Einheirat 1419 übernommen und bis 1628 innehatte. Die Kongregation der Englischen Fräulein in Altötting besaß sie bis zur Säkularisation 1803.
Mit der Eröffnung der Bahnstrecke Rosenheim–Mühldorf wurde Schechen am 1. Mai 1876 an das Eisenbahnnetz angeschlossen.
Die Gemeinde Schechen entstand durch das Gemeindeedikt von 1818.

### Eingemeindungen
Am 1. Mai 1978 wurden die Gemeinden Hochstätt und Marienberg sowie der nördliche Teil der aufgelösten Gemeinde Westerndorf-St. Peter (mit dem Pfarrdorf Pfaffenhofen am Inn) eingegliedert.

### Einwohnerentwicklung
Zwischen 1988 und 2018 wuchs die Gemeinde von 3551 auf 4990 um 1439 Einwohner bzw. um 40,5 %.

## Politik

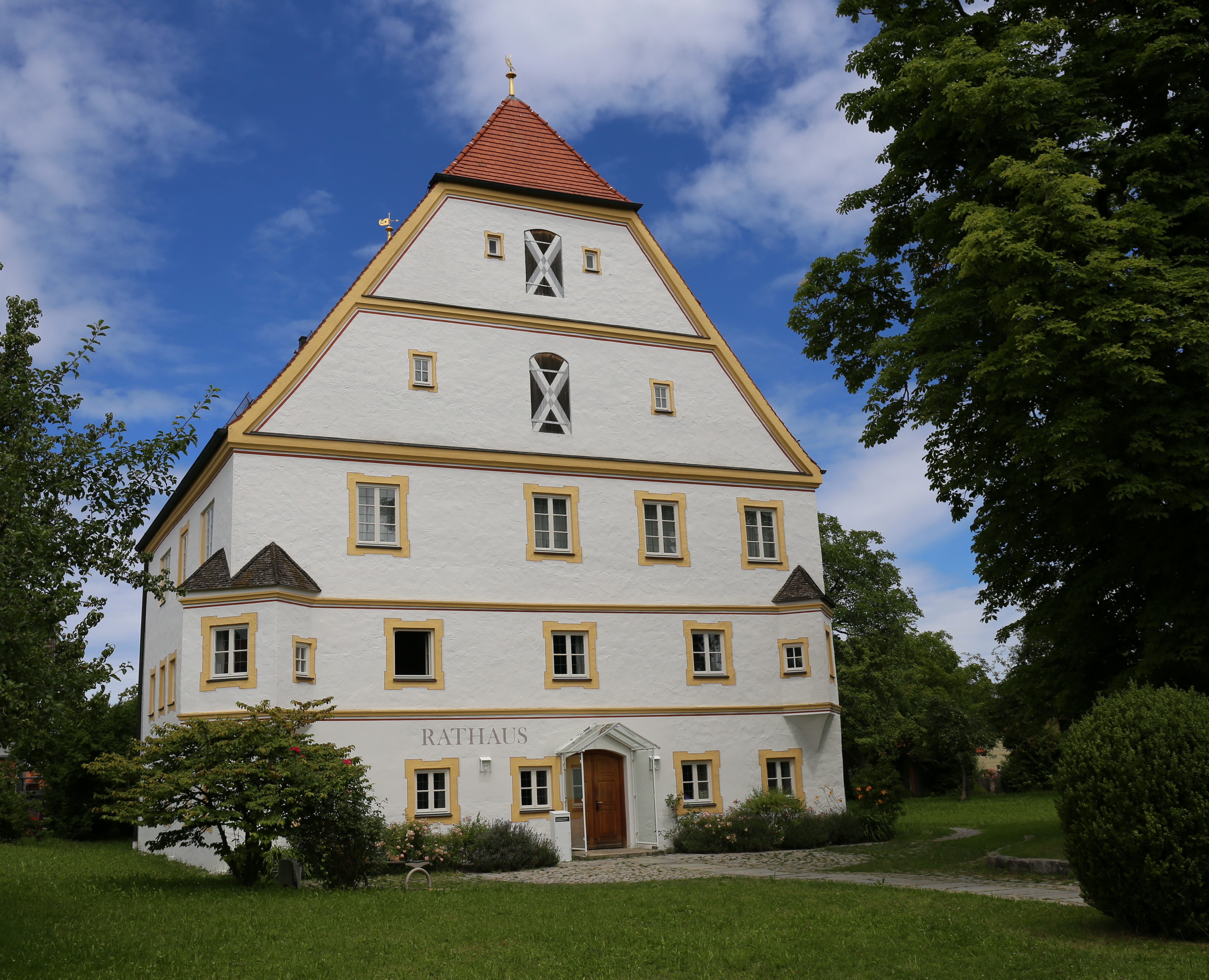
Rathaus

### Gemeinderat
Die Gemeinderatswahl 2020 erbrachte folgende Sitzverteilung:
- CSU: 51,7 % (10 Sitze)
- SPD/Überparteiliche Wähler: 13,3 % (3 Sitze)
- Parteifreie: 35,0 % (7 Sitze)

### Wappen
|                         | Blasonierung: „Unter silbernem Schildhaupt, darin nebeneinander drei grüne Lindenblätter, gespalten; vorne im Eisenhutschnitt wieder gespalten von Rot und Gold, hinten in Blau ein silberner römischer Meilenstein.“ |
| Wappenführung seit 1980 | |

## Wirtschaft
Im Jahr 2022 erzielte Schechen Einnahmen aus der Gewerbesteuer in Höhe von 3,7 Millionen Euro. Mit einem Gewerbesteuerhebesatz von 330 % zählt die Gemeinde zu den steuerlich attraktiven Standorten Deutschlands. Schechen ist etwa steuerlich deutlich günstiger als die Landeshauptstadt München (Gewerbesteuerhebesatz 490 %).

## Kultur und Sehenswürdigkeiten

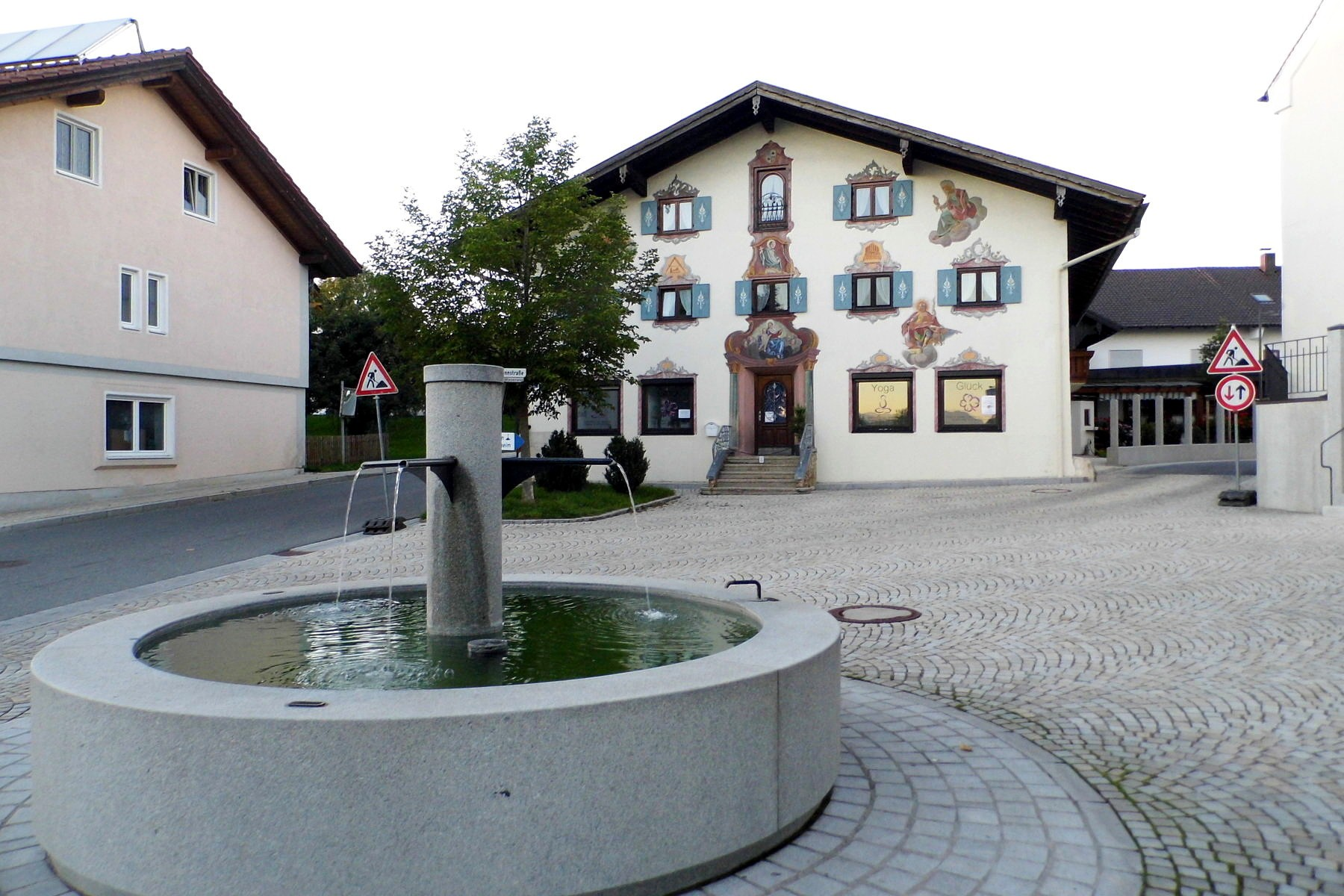
Hochstätt, Gde. Schechen, Platz vor der kath. Kirche St. Vitus mit Haus Hauptstr. Nr. 11

### Musikschule Schechen
1999 wurde in Schechen zunächst eine Außenstelle als Kooperation zwischen der Gemeinde und der Musikschule Rosenheim e. V. eingerichtet. Seit dem Schuljahr 2007/2008 existiert die Musikschule Schechen als eigenständige Zweigstelle der Musikschule Rosenheim e. V.
Der Unterricht findet im „Haus der Vereine“ in Pfaffenhofen und in der Schule Hochstätt statt.
Die Schülerinnen und Schüler präsentieren sich einmal im Jahr in einem Sommerkonzert und bereichern zudem das Gemeindeleben durch Auftritte bei verschiedenen Veranstaltungen.

## Persönlichkeiten
- Ludwig Achleitner (1799–1873), Komponist, Organist und Musikpädagoge
- Katrin Hartmannsegger (* 1992), Fußballspielerin